# Ludwig-Scholz-Brücke
Die Ludwig-Scholz-Brücke ist ein Brückenbauwerk in Nürnberg, das sowohl einen Abschnitt der Bundesstraße 2, als auch Bundesstraße 14 darstellt. Sie ist die südliche Fortsetzung der Schweinauer Hauptstraße bis zur Gabelung in die Ansbacher (B14) und Weißenburger Straße (B2) und ist seit 2009 zu Ehren des früheren Bürgermeisters der Stadt Nürnberg (1996–2002) Ludwig Scholz (1937–2005) benannt. (Scholz hatte nahe der Brücke gewohnt.)
Die Brücke stellt die Verbindung zwischen dem nördlich des Main-Donau-Kanals liegenden Stadtteil Hohe Marter und dem südlich gelegenen Stadtteil Röthenbach dar. Sie wird im öffentlichen Personennahverkehr (ÖPNV) von den Buslinien 35 und 65 befahren und dient neben dem Autoverkehr, auch dem Fuß- und Radverkehr. Die Brücke ist auch Teil des Auf- bzw. Abfahrbereichs der Südwesttangenten-Ausfahrt Nürnberg-Schweinau/Röthenbach.